# Igreja Ortodoxa Romena
A Igreja Ortodoxa Romena (em romeno: Biserica Ortodoxă Română) ou Patriarcado Romeno é a jurisdição autocéfala da Igreja Ortodoxa ocupando o território da Romênia. Seu primaz é o Patriarca de Toda a Romênia, em Dealul Mitropoliei, uma colina em Bucareste, posto hoje ocupado pelo Patriarca Daniel. É a segunda maior Igreja ortodoxa autocéfala, com cerca de 17 milhões de fiéis, atrás apenas da Igreja Ortodoxa Russa.
Na Moldávia, uma minoria dos fiéis ortodoxos está sob a Metrópole da Bessarábia, jurisdição semi-autônoma sob o Patriarca de Toda a Romênia, enquanto a maioria é parte da Igreja Ortodoxa da Moldávia, sob o Patriarcado de Moscou.

## História

### Surgimento do Cristianismo na Romênia
Existem teorias as mais diversas sobre o surgimento do cristianismo entre os romenos. Uma, associada à hipótese de que os romenos teriam surgido na província da Dácia Trajana, sugere que os romenos teriam sido o primeiro povo da região a adotar o cristianismo, influenciados por colonistas romanos, desta forma a nação romena sendo cristianizada conforme se constituía. Uma teoria concorrente sugere que ancestrais do povo romeno converteram-se em massa ao cristianismo após o Édito de Milão, nas províncias ao sul do Danúbio hoje correspondentes à Sérvia e à Bulgária.
Há debates sobre se a presença do cristianismo na região dataria do período apostólico, dado que os relatos de Santo Hipólito de Roma sobre Santo André ter estado na Cítia são interpretados diferentemente pela Igreja Ortodoxa Russa, que associa esta localização ao reino cita tardio na Crimeia, e pela da Romênia, que entende que esta seria a Cítia Menor. De qualquer forma, já há registro arqueológico para uma presença do cristianismo na região a partir do século III, e conhece-se a participação de clérigos da mesma nos primeiros concílios ecumênicos, como São Bretânio, bispo de Tômis, que defendeu a cristologia ortodoxa contra o arianismo, e São João Cassiano, notável asceta nascido na Cítia Menor.

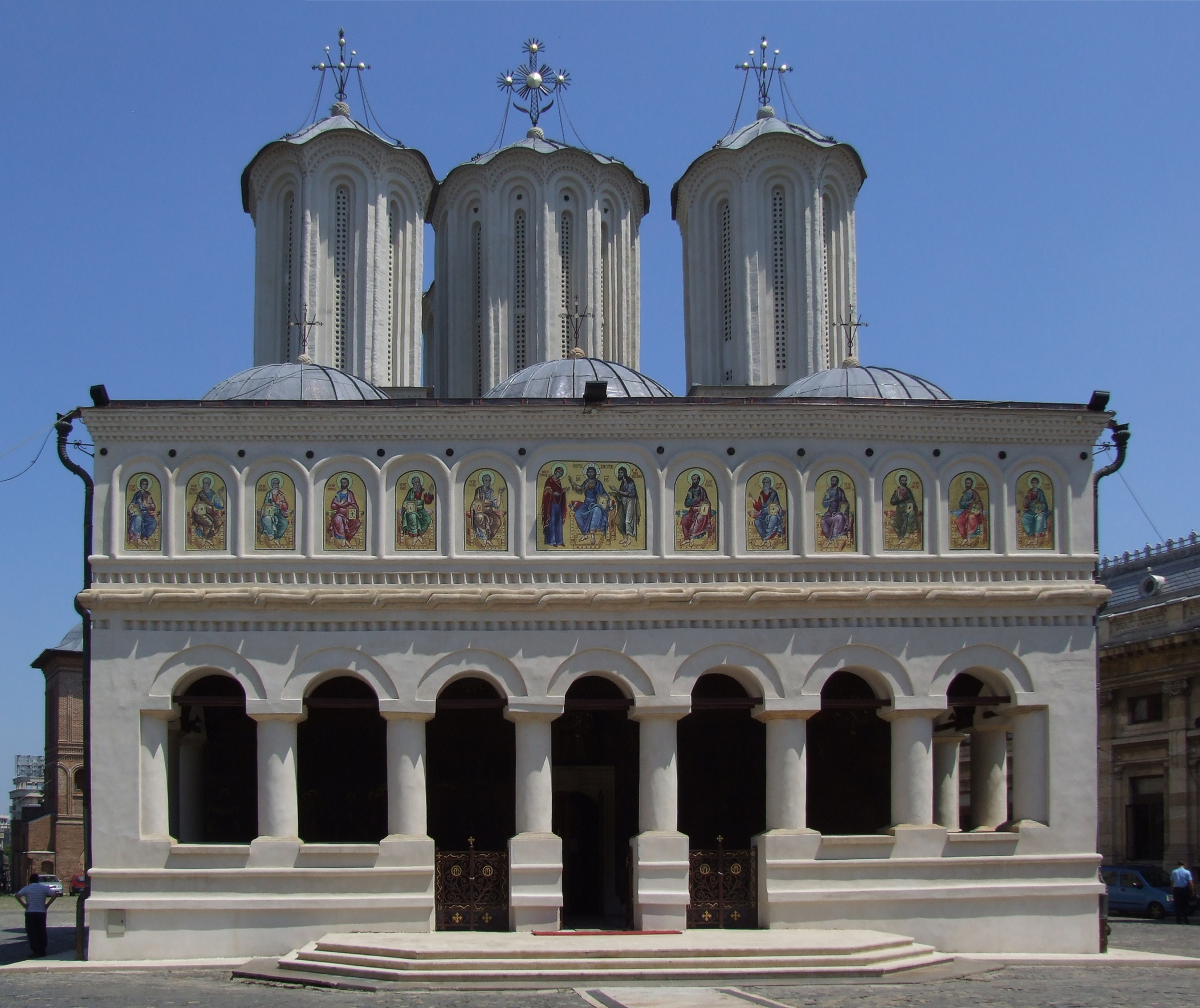
Catedral patriarcal de Bucareste, sé do Patriarca Romeno.

### Idade Média e Moderna
A Romênia entrou na esfera do cristianismo eslavo primeiramente por sua proximidade com o Primeiro Império Búlgaro, e depois com a Rússia de Quieve. O domínio por parte de governantes fiéis a Roma em diversas partes da atual Romênia, no entanto, trouxe perseguições aos fiéis ortodoxos, que acabaram sendo limitados à Moldávia e à Valáquia enquanto o cristianismo latino era imposto aos locais. Entre os ortodoxos, o cristianismo eslavo permanecia, com ofícios feitos na língua eslava litúrgica.
Pode-se dizer que no séc. XVII houve um reaviamento da Ortodoxia na região, com a língua romena sendo oficialmente instituída como língua litúrgica por Matei Basarab na Valáquia e Vasile Lupu na Moldávia, apesar do progressivo desaparecimento do eslavo litúrgico e do grego que já vinha sendo observado. Neste período, em resistência aos missionários protestantes, foi convocado um Concílio Pan-Ortodoxo em Iași. No século XVIII, os mosteiros romenos viram um ressurgimento do hesicasmo, e, no começo de século XIX, um estabelecimento de seminários em ambos os principados. Com a anexação da Bessarábia pelo Império Russo, uma hierarquia vinculada a Moscou foi lá estabelecida.

### Autocefalia

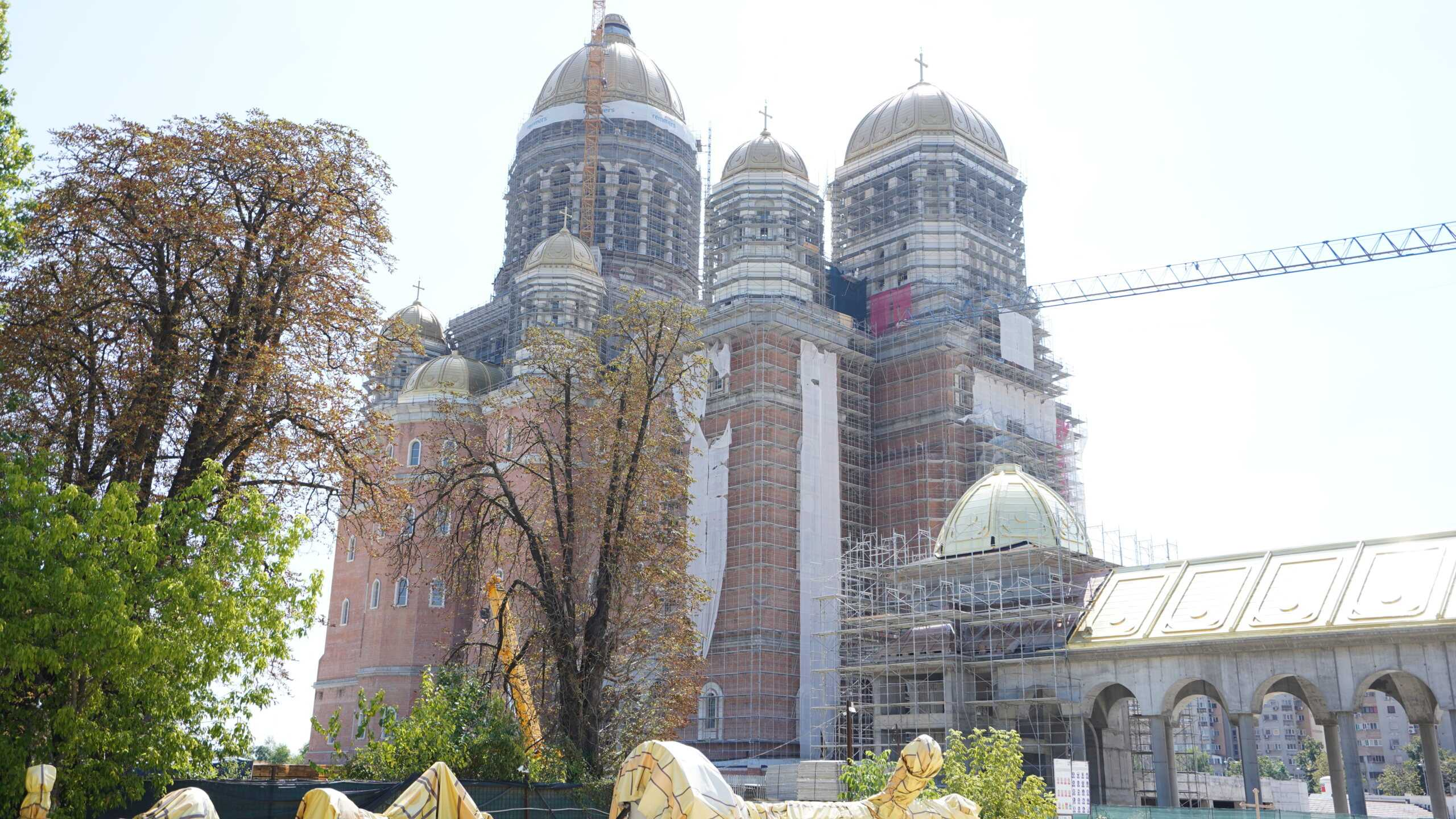
Catedral da Salvação do Povo (Catedrala Mântuirii Neamului), em Bucareste. A nova Catedral Patriarcal.

Até a formação dos Principados Unidos sob Alexandre João Cuza em 1859, os ortodoxos da região ainda estavam sob a jurisdição do Patriarcado Ecumênico de Constantinopla. Em 1866, no entanto, a constituição do novo país declarou a Igreja local independente, o que foi sancionado em lei em 1872, com a união da Metrópole da Moldávia e da Metrópole da Ungro-Valáquia, o que foi finalmente acatado pelo Patriarcado Ecumênico em 1885. Em 1925, o Metropolita da Romênia foi reconhecido como Patriarca, tornando-se o nono e mais recente destes na Igreja Ortodoxa.
Apesar da perseguição inicial por parte do regime comunista que tomou a Romênia em 1947, como na tentativa de lavagem cerebral de crentes ortodoxos, católicos romanos e judeus em Pitești entre 1949 e 1952, rigorosamente punida pelo Estado com a execução de 20 oficiais comunistas, esta jurisdição ortodoxa teve relativa liberdade em relação a outras que partilharam desta espécie de jugo. Apesar do controle por delegados do Governo e da limitação do acesso à esfera pública, não se pode dizer que houve uma repreensão sistemática à instituição, mas uma perseguição a crentes individuais, como foi o caso do Arquimandrita Cleopa Ilie.
Neste período, o Patriarca Justiniano fundou o Apostolado Social, doutrina social baseada nas obras de Santos Agostinho, João Crisóstomo e Máximo, o Confessor, como de Orígenes e Tertuliano. Hoje, a Igreja Ortodoxa é uma sólida instituição, com custos financiados pelo Estado romeno e cerca de 86,5% dos romenos como seus fiéis.

## Organização

Organização administrativa da Igreja Ortodoxa Romena (1938)

Metrópole Ortodoxa Romena da Bessarábia

A Igreja Ortodoxa Romena está organizada em seis metrópoles,12 arcebispados e 15 bispados na Romênia, com um total de 13.527 paróquias e ramos, servidos por 14.513 sacerdotes e diáconos, que servem em 15.218 locais de culto. Para os romenos ortodoxos na diáspora, existem 4 metrópoles (compostas por 3 arcebispados e 6 bispados) na Europa; uma metrópole e uma diocese no continente americano e uma diocese na Austrália e Nova Zelândia.
Em 2006, haviam 631 mosteiros no país, nos quais vivem cerca de 3.500 monges e 5.000 monjas. Três metrópoles da diáspora e quatro bispados da diáspora estão localizados fora das fronteiras atuais da Romênia, não incluindo a Bessarábia.
Na Romênia, para os ortodoxos, existem mais de 14.500 igrejas.
As metrópoles do Patriarcado Ortodoxo Romeno no território da Romênia são:
- Metrópole da Muntenia e Dobruja;
- Metrópole da Moldávia e Bucovina;
- Metrópole da Transilvânia;
- Metrópole de Cluj, Maramureș e Sălaj;
- Metrópole de Banat;
- Metrópole de Oltênia.

E as dioceses fora das fronteiras do país são:
- Metrópole da Bessarábia; ·
- Metrópole Ortodoxa Romena da Europa Ocidental e Meridional;
- Metrópole Ortodoxa Romena da Alemanha, Europa Central e do Norte;
- Metrópole Ortodoxa Romena das duas Américas;
- Diocese de Dacia Felix (Sérvia);
- Diocese Ortodoxa Romena da Hungria;
- Diocese Ortodoxa Romena da Austrália e Nova Zelândia.

## Primazes

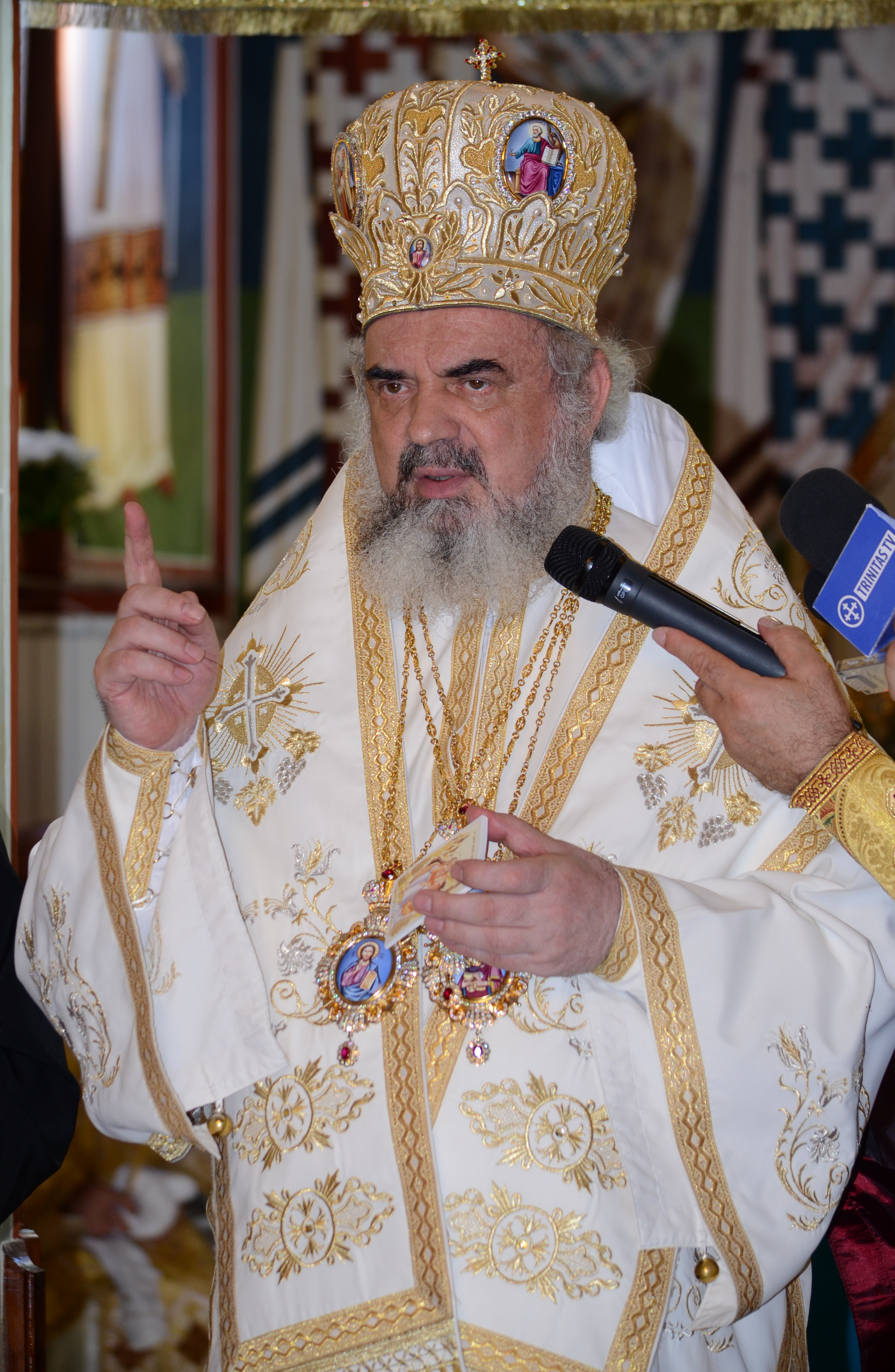
Patriarca Daniel da Romênia

A cátedra patriarcal é atualmente ocupada por Daniel I, Arcebispo de Bucareste, Metropolita de Muntenia e Dobruja (ex-Ungro-Valáquia) e Patriarca de Toda a Igreja Ortodoxa Romena. Desde 1776, o Metropolita de Ungro-Valáquia é bispo titular de Cesaréia na Capadócia (em romeno:  Locțiitor al tronului Cezareei Capadociei), uma honra concedida pelo Patriarca Sofrônio II de Constantinopla.

## Relações com outras jurisdições ortodoxas
A Igreja Ortodoxa Romena tem uma relação cordial com outras Igrejas Ortodoxas. Daí se origina o costume por parte do Patriarca da Romênia de vestir-se de branco, enquanto nas outras igrejas ortodoxas de tradição grega os primazes se vestem de preto: simboliza o permanente status canônico da Igreja Romena.
Há, no entanto, uma tensão jurisdicional com a Igreja Ortodoxa Russa na Moldávia e Transnístria. Em dezembro de 2007, o parlamentar russo Konstantin Zatulin acusou a Romênia de "proselitismo" dos fiéis sob Moscou na região.

## Teólogos famosos
- Padre Dumitru Stăniloae (1903 - 1993), um dos máximos teólogos romenos[21] e autor da Filocalia;
- Padre Arsenie Boca (1910 - 1989), monge, teólogo e artista;
- Nicolae Steinhardt (1912 - 1989);
- Padre Arquimandrita Cleopa Ilie (1912 - 1998), decano do Mosteiro Sihastria.